# Ortoformiat de trietil
L'ortoformiat de trietil (C7H16O3) és un compost orgànic que en condicions normals és un líquid incolor amb una lleugera olor de poma. És un producte comercial, però es pot preparar fent reaccionar etòxid de sodi amb cloroform.
CHCl₃ + 3 Na + 3 EtOH → HC(OEt)₃ + 3/₂ H₂ + 3 NaCl
Industrialment, però es prepara a partir de la reacció entre etanol i àcid cianhídric.